# Dichonia viromelas
Dichonia viromelas là một loài bướm đêm trong họ Noctuidae.